# Rivière Dalquier
Rivière Dalquier är ett vattendrag i Kanada.   Det ligger i provinsen Québec, i den sydöstra delen av landet, 400 km nordväst om huvudstaden Ottawa.
I omgivningarna runt Rivière Dalquier växer i huvudsak blandskog. Runt Rivière Dalquier är det glesbefolkat, med 19 invånare per kvadratkilometer.